# Карстна поља и хидролошке појаве Источне Херцеговине
Карстна поља и хидролошке појаве Источне Херцеговине су развијени геоморфолошки облици на делу простора Републике Српске и Босне и Херцеговине који су настали као примарна последица геолошких процеса на овом подручју.

## Историја
Карст је био предмет људског интересовања од најранијих дана, јер је од памтивека био његово станиште на 12-15% светске копнене масе. У ранијим цивилизацијама многи градови су настајали и развијали се око крашких извора, али тек крајем 19. века започела су озбиљнија проучавања крашких терена. Као покретач ових првих студија издваја се име Јована Цвијића, зачетника модерне науке о карсту, како у Србији, тако и на глобалном нивоу. Његова докторска дисертација „Das Karstphaenomen“, коју је он одбрањнио у Бечу 1893. године, постаће прва монографија ове врсте, широко прихваћена и цитирана у свету. Захваљујући Цвијићу појмови поље, залив, јама, понор и други ушли су у светску терминологију као стандарди за појаву ове врсте.

## Простор
Под подручјем Источне Херцеговине подразумевају се простори општина Берковићи, Билећа, Гацко, Љубиње, Фоча, Источни Мостар, Невесиње, Требиње, које се размештене у југоисточном реону Динарида. Овај простор заузима површину од 4.164 km2 , од чега Обласном речном сливу (дистрикту) реке Требишњице припада око 4.058 km2.
С обзиром на наведени положај, на простору Балкана, Источна Херцеговина обухвата и међуентитетска и међудржавна изразито карстна подручја која су изложена међузависним утицајима.

## Географске и друге карактеристике Источне Херцеговине
Подручје Источне Херцеговине је типично крашко подручје са специфичним геолошким, геомеханичким, геохемијским, хидролошким, климатским и топографским карактеристикама. Оно поседује специфичне географске, урбане, демографске, привредне и културно историјске карактеристике. Осим незнатног дела Гатачког поља ово подручје у целини припада медитеранском сливу, а на северу граничи са сливом Црног мора.
Долина доњег тока реке Неретве до ушћа у море и обала мора од ушћа Неретве до Молуната су, истовремено, ерозиони базиси према којима теку воде свих карстних издани, односно свих сливова овог региона.
Главна геолошка карактеристика овог подручја је условљена тиме што је целокупни простор део пространог мезозоиско-терцијарног комплекса спољних динарида. У њему у грађи терена доминирају мезозоиски кречњаци и доломити, а седименти дају још специфичније основно геолошко оболежје овом региону. Такође на овом простору терцијарни седименти, кречњаци, глинци, лапорци, пјешчари и конгломерати, као и квартарни покривач имају у проценту заступљености далеко подређеније учешће.
Као последица развоја и деловања геолошких процеса у карбонатним стенама Динарида, у Источној Херцеговини, јављају се пратећи хидрогеолошких процеси, који су се на овом подручју додатно, појавили у виду специфичних карстних облика и то као:
- облици на површини терена (вртаче, долине или поља са бројним јамама и понорима)
- подземни облици (порозност карстификоване стенске масе).

Ови карстни процеси на подручју Источне Херцеговине који су достигли углавном, свој потпуни развој, свсртали су њене хидрогеолошке карактеристике  у ред готово јединствених карстних карактеристика и на ширим просторима од Динарида.

## Карстна поља и хидролошке појаве Источне Херцеговине
Карстна поља и у њима карстне, односно хидрогеолошке, појаве, првенствено изворске и понорске зоне, рецентне акумулације (мочваре), јаме и пећине. Разлог за то је и чињеница да карстна поља, као најмаркантније карактеристике карста Источне Херцеговине представљају њене готово једине обрадиве површине чија употребна вредност зависи и од наведених појавних облика у њима. 
Наведени хидрогеолошки појавни облици условљавају да се због затворености крашких поља и ограничених (мањих) одводних (понорске и еставелске зоне) капацитета посматраних у односу на доводне (изворске и еставелске зоне) капацитете, појављује низ узрочно–последичних, међусобно и шире повезаних утицаја на режим вода. Тај утицај се појављује у облику који, повратно, негативно делује на употребну (развојну) вредност наведених обрадивих површина, али и повољно на нпр. настанак и развој рецентних акумулација (мочвара) и у њима одговарајућих станишта.

### Распоред
Битнија крашка поља и рецентне акумулације (мочваре) на целокупном простору су неравномерно распоређене, и то како у хоризонталном тако и висинском погледу. Целина крашких поља је распоређена неравномерно у простору и као таква, заједно са наведеним рецентним акумулацијама, се може распоредити у пет висинских група:
Прва висинска група
Прва виииисиснска група је најнижи хоризонт, који чини рецентне акумулације (мочваре) у зонама делте Неретве (испод 1 m.n.m. и Хутова блата (око 3 m.n.m.)),
Друга висинска група
Другу висинску групу чине поље Градачко поље (86 m.n.m.) и Конавле (60 m.n.m.),
Трећа висинска група
Трећа висинска група је хипсометријски нешто виши хоризонт Поповог поља (250÷220 m.n.m.) и  Мокро поље  са Требињским пољем (270 m.n.m.),
Четврта висинска група
Четврта висинска група је средњи хоризонт, који чине – Дабарско (470 m.n.m.), Фатничко (462 m.n.m.), Љубињско поље (470 m.n.m.), и Љубомирско поље (520 m.n.m.),
Пета висинска група
Пету висинску групу чине поља највишег хоризонта, а то су – Слато (1.080 m.n.m.), Лукавачко поље (880 m.n.m.), Церничко поље (850 m.n.m.), Невесињско поље (870÷800 m.n.m.) и Гатачко поље (950÷936 m.n.m.).
- Требињско поље (270 m.n.m.)
- Попово поље (250÷220 m.n.m.)
- Фатничко поље (462 m.n.m.)
- Гатачко поље (950÷936 m.n.m.)
- Невесињско поље (870÷800 m.n.m.)
- Дабарско поље (470 m.n.m.)

## Значај
Значај хидролошке појаве у карстним пољима Источне Херцеговине огледа се пре свега у експлоатацији подземних вода које могу решити питања дугорочног снабдевања становништва водом. Процењује се да се преко 20% светске популације водом за пиће снабдева из крашких испуштања.
Поред тога, у зависности од карактеристика подземних крашких вода, оне се могу користити и за флаширање, топлификацију насеља итд. Посебност крашких вода свакако је њихов природни квалитет, јер је вода акумулирана у карстним каналима бољег квалитета од воде која се налази у свим осталим врстама издани. 
Међутим треба имати у виду да су крашке воде „најрањивије” у погледу могућности лаког загађења воде, посебно када су у питању отворене крашке издани 
Све наведено захтева сложена хидрогеолошка истраживања у карсту Источне Херцеговине у Републици Српској и Босни и Херцеговини.